# Alphonso Davies
Alphonso Boyle Davies, född 2 november 2000, är en kanadensisk fotbollsspelare som spelar för den tyska klubben Bayern München och i Kanadas landslag. Davies vann tillsammans med sitt klubblag Uefa Champions League år 2020. Enligt många är hans snabbhet den främsta styrkan han besitter, egenskapen har gjort honom extraordinär inom fotbollen. Han innehar det officiella rekordet över den högst uppmätta farten i Bundesliga.

## Karriär
Davies blev den dyraste affären i MLS historia när han gick till Bayern München januari 2019 från Vancouver Whitecaps. Han debuterade i Bundesliga säsongen 2018/2019 i omgång 19 mot VfB Stuttgart som slutade med vinst, 4-1.